# یوجین استرنبرگ
یوجین استرنبرگ (انگلیسی: Eugene Sternberg; ۱۵ ژانویهٔ ۱۹۱۵ – ۵ ژوئن ۲۰۰۵) معمار اهل ایالات متحده آمریکا بود.